# Beurey
Beurey é uma comuna francesa na região administrativa de Grande Leste, no departamento de Aube. Estende-se por uma área de 17,33 km². Em 2010 a comuna tinha 197 habitantes (densidade: 11,4 hab./km²).